# Shabbies-Amsterdam
Shabbies-Amsterdam is een schoenenmerk behorende tot de Bretonière Group B.V.

## Geschiedenis
Creator van het merk is Fred de la Bretonière. De la Bretonière begon in 1971 in Amsterdam zijn eerste winkel en had een atelier in de Spuistraat. In 1972 werd hij bekend door maatklompen, een soort Zweedse muilen waarvan het bovenleer ter plekke op de houten zool werd vastgespijkerd.

### 2004
De la Bretonière voegt in 2004 het merk Shabbies toe en grijpt hiermee terug op zijn meer casual jaren tachtig designs.